# Ожерелье для моей Серминаз
«Ожерелье для моей Сермина́з» (дарг. Гумайла духури, букв. «ожерелье годекана») — повесть советского писателя Ахмедхана Абу-Бакара, рассказывающая о путешествии молодого человека по Дагестану в поисках подарка для невесты.

## История
В авторизированном русском переводе Николая Асанова повесть впервые опубликована в журнале «Знамя» в 1967 году (№ 1—3). В том же году она вышла отдельной книгой в издательстве «Молодая гвардия» и затем неоднократно переиздавалась.

## Сюжет
Действие происходит в Дагестане в середине 1960-х годов.
Двадцатилетний кубачинец Бахадур влюбляется в односельчанку по имени Серминаз. Он рад бы жениться на ней, но его мать и дядя (брат погибшего на войне отца) сначала и слышать не хотят о свадьбе, потому что девушка происходит из рода Мунги, с которым у их семьи уже сто лет непримиримая вражда по давно забытому поводу. Впрочем, от брака Бахадура зависит и счастье его близких — дядя уже много лет назад посватался к вдове своего брата, но она согласилась выйти за него только после свадьбы сына. Так или иначе, Бахадур отправляется за подарком для невесты — по традиции аула, он должен странствовать, пока не найдёт нечто столь прекрасное, что понравится невесте и будет по достоинству оценено сельской общиной.
Начав путь из Кубачей, Бахадур посещает Долину женихов близ аула Ицари, село Чарах в долине реки Рубас, по долине Таркама доходит до Губдена, а затем и до города Изберга на берегу Каспийского моря. Оттуда он летит на вертолёте до Чиркея, где строится гидроэлектростанция, и дальше продолжает путь пешком через Унцукуль и Ирганай в Гергебиль и Балхар, а оттуда обратно в родное село. По дороге юноша знакомится со многими людьми, ближе узнаёт свой родной край и переживает множество приключений. Правда, к концу пути ему не удаётся сохранить ни один из собранных им для невесты ценных подарков. К тому же он узнаёт, что к Серминаз посватались ещё два парня из его аула.
Вернувшись в село, Бахадур оказывается на свадьбе своей матери и дяди. Тем временем у самого старого жителя села удаётся выяснить, что за вражда разделяла два рода на протяжении века: оказывается, два аксакала когда-то поспорили на годекане, на чём стоит Земля — на панцире черепахи или на рогах белого буйвола? А Бахадур тем временем понимает, что он подарит невесте: это будет «ожерелье, но не простое, а ожерелье мудрости, ожерелье из похождений, нанизанных на нить моей горячей любви к Серминаз». Во время общего смотра подарков Бахадур читает написанную им книгу о своих странствиях. Его повествование оценивают по достоинству, и Серминаз выходит за него замуж, а через год у пары рождается сын Амру («жизнь»).

## Цитата
О тебе хочу говорить в стихах -

Ты звезда, ты мой негасимый свет!

Только жаль, что в наших родных краях

Я едва ль не самый плохой поэт.

Пусть плохой! Всё равно не устану петь

О тебе одной, моя Серминаз!

Хоть дрожит чугур у меня в руке,

И хоть голос мой, как ослиный глас!

Только нет поэта, чтоб мог воспеть

Красоту твоих кубачинских глаз!

Я люблю тебя, я готов на смерть!

Обрати ко мне свой взор, Серминаз!

## Переводы
С русского повесть переводилась на иностранные языки, в том числе на болгарский, таджикский, урду.

## Экранизация
В 1971 году на студии «Грузия-фильм» по повести был снят фильм «Ожерелье для моей любимой». В главной роли выступил Рамаз Гиоргобиани, ранее уже сыгравший одну из ролей в фильме «Адам и Хева» по повести Абу-Бакара. Сценарий фильма, написанный Тенгизом Абуладзе и Тамазом Мелиава, имеет ряд отличий от повести: путешествие Бахадура сокращено, и значительную роль приобретает главный антагонист героя — мошенник Дауди, с которым (в разных обличьях) Бахадур встречается на пути несколько раз.

## Радиоспектакль
В 1972 году на Всесоюзном радио был поставлен радиоспектакль по повести в двух частях: «Всё начинается с дороги» и «У дороги нет конца».
Над спектаклем работали: режиссёр — Татьяна Заборовская, автор музыки — Ширвани Чалаев, музыкальный редактор — Ольга Трацевская, шумовое оформление — Пётр Бондарев.
Действующие лица и исполнители
- Бахадур — Константин Райкин
- Дауд, его дядя — Владимир Зельдин
- Айша, его мать — Екатерина Васильева
- Айбала — Александра Терёхина
- Мицидай — Галина Волчек
- Зухра — Ирина Акулова
- Алхилав — Валентин Гафт
- Шах-Алим — Степан Бубнов
- Кадар — Евгений Евстигнеев
- Хасан — Сергей Цейц
- Хусейн — Юрий Волынцев
- Зульфи — Екатерина Райкина
- Абу-Муслим — Александр Ханов
- Мухтар — Леонид Каневский
- Азиз — Юрий Рашкин
- Салтанат — Людмила Максакова
- Жандар — Михаил Львов
- Хасбулат — Анатолий Кторов
- Студенты: Алексей Самойлов, Олег Чайка, Алексей Кутузов, Геннадий Сайфулин, Виктор Лакирев
- В эпизодах и массовых сценах участвуют артисты московских театров.

## Опера
По заказу Эстонского академического театра «Ванемуйне» композитор Ширвани Чалаев написал комическую оперу «Странствия Бахадура» по мотивам повести. Она была поставлена режиссёром Каарелом Ирдом в 1981 году (либретто поэта Виктора Викторова и Роксаны Сац).
18 июля 2012 года, в завершение сезона, в Дагестанском театре оперы и балета состоялась премьера новой постановки оперы. Режиссёром-постановщиком спектакля стал Виктор Рябов, специально приглашённый для этого из Москвы. По словам режиссёра, финал спектакля «с выходом в заключительной сцене самого Ширвани Чалаева с народной лакской песней» он придумал лишь непосредственно накануне премьеры.